# Novembre 1829

## Événements
- 17 novembre, France : le roi, après avoir fait voter le budget, impose le prince de Polignac comme président du Conseil (fin en juillet 1830).
  - Face au ministère impopulaire de Polignac, l’opposition se déchaîne. Le parti libéral trouve un symbole en La Fayette, acteur vivant de la Révolution. À l’extrême gauche se forme un parti républicain sous la conduite de l’avocat Armand Marrast. Le parti orléaniste, parrainé par Charles Maurice de Talleyrand, prône l’installation au pouvoir du duc d’Orléans, fils de Philippe-Égalité. Le journal le National, sous la plume notamment de ses journalistes fondateurs, Adolphe Thiers, Armand Carrel et Auguste Mignet, se charge d’en assurer la propagande.

## Naissances
- 4 novembre : Philip Lutley Sclater (mort en 1913), zoologiste britannique.
- 9 novembre : Alfred Touchemolin, peintre, dessinateur et graveur français († 4 janvier 1907).
- 10 novembre : Elwin Bruno Christoffel (mort en 1900), mathématicien et physicien allemand.
- 18 novembre : Frederick Bates (mort en 1903), brasseur et naturaliste britannique.
- 27 novembre : Henri de Saussure (mort en 1905), entomologiste et minéralogiste suisse.

## Décès
- 12 novembre : Jean-Baptiste Regnault, peintre français (° 9 octobre 1754).
- 14 novembre : Louis-Nicolas Vauquelin (né en 1763), chimiste français.
- 20 novembre :
  - Élisabeth Rossel (né en 1765), astronome et contre-amiral français.
  - Manuel Parra, matador espagnol (° 7 mars 1797).
- 23 novembre : Rita-Christina, sœurs siamoises (° 3 mars 1829).